# علم مسیحی
علم مسیحی (به انگلیسی: Christian Science) عبارت از مجموعه باورها و آدابی متعلق به خانواده‌ای متافیزیکی از جنبش‌های نوپدید دینی مسیحیت است. این باورها در قرن نوزدهم در ایالت‌های نیو انگلند آمریکا توسط مری بیکر ادی، که در کتابش علم و سلامت (۱۸۷۵) استدلال کرد که بیماری توهمی است که به صِرفِ دعا می‌توان اصلاحش کرد، ایجاد شده‌است. این کتاب در کنار کتاب مقدس متن اصلی کریسچن ساینس شد، و تا سال ۲۰۰۱ نه میلیون نسخه از آن به فروش رفت. ادی و ۲۶ تن از پیروانش در ۱۸۷۹ مجوز گرفتند تا کلیسای مسیح، ساینتیست را بنیان گذارند و در سال ۱۸۹۴ کلیسای مادر در بوستن ماساچوست ساخته شد. تا سال ۱۹۳۶ کریسچن ساینس سریع‌الرشدترین دین در آمریکا شد و ۲۷۰٬۰۰۰ عضو داشت رقمی که تا سال ۱۹۹۰ کاهش یافت و به فقط ۱۰۰۰۰۰ نفر رسید. این کلیسا با روزنامه‌اش، کریسچن ساینس مانیتور، که بین سالهای ۱۹۵۰ و ۲۰۰۲ هفت پولیتزر برده و اتاق مطالعه‌هایش که در ۱۲۰۰ شهر به روی عموم باز هستند شناخته می‌شود. ادی کریسچن ساینس را بازگشتی به «مسیحیت اولیه و عنصر از دست رفتهٔ شفاگر آن» خوانده‌است. به‌طور خاص، باورمندان به آن به شکل رادیکالی از ایدئالیسم معتقدند، و باور دارند واقعیت تنها معنویست و جهان ماده یک توهم است. آنها به این نیز باور دارند که بیماری یک اشتباه ذهنیست تا یک اختلال فیزیکی و بیمار نباید با دارو، بلکه با نوعی از نیایش که در پی اصلاح باورهای ایجاد کننده توهم نقص سلامتی است اصلاح شود. این کلیسا کریسچن ساینتیست‌ها را اجبار نمی‌کند از همه مراقبت‌های پزشکی دوری کنند- پیروان آن از دندانپزشک، اپتومتریست، پزشک زنان، پزشک استخوان‌های شکسته و در صورت اجبار قانونی از واکسیناسیون استفاده می‌کنند -ولی معتقدند که دعای کریسچن ساینسی بیشتر از همه زمانی مؤثر است که با پزشکی ترکیب نشود. خودداری از درمان پزشکی بین دهه‌های ۱۸۸۰ و ۱۹۹۰ منجر به مرگ تعدادی از پیروان و فرزندانشان شده‌است. والدین و دیگران به خاطر قتل نفس یا بی‌توجهی محاکمه و در موارد اندکی محکوم شده‌اند.